# Міклош III Естергазі
Князь Міклош III Естергазі (угор. Esterházy III. Miklós), (нар. 25 червня 1817 — пом. 28 січня 1894) — 9-й князь Естергазі де Галата, син 8-го князя Естергазі де Галата Павла III Антала та принцеси Турн-унд-Таксіс Марії Терезії.

## Біографія
Міклош народився 25 червня 1817 року у Регенсбурзі. Він був третьою дитиною та єдиним сином спадкоємного принца Павла Антала Естергазі та його дружини Марії Терезії Турн-унд-Таксіс. Хлопчик мав старших сестер Марію Терезію та Терезію Розу.

У 1833 році його батько успадкував титул князя Естергазі де Галата. Ранні роки Міклош провів у палац Естергазі в Угорщині та в Лондоні, де Пал Антон виконував функції посла. У британській столиці юнак і познайомився зі своєю майбутньою дружиною Сарою Чайльд-Вілльєрс.

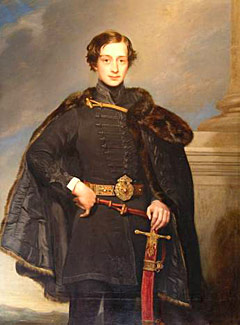
Портрет Міклоша в юності

Після повернення з Англії Міклош вступив на службу до австрійського імператора Франца Йосипа I і у 1854 році супроводжував його у поїздках Угорщиною та Трансильванією. У 1866-му він став князем Естергазі де Галата. Однак, через величезні борги над родиною ще до цього зависла погроза банкрутства, і у 1865 імператор став секвестром на наступні 23 роки. Аби покрити хоч частину боргів, Міклош у 1874 році продав Королівству Угорщина частину родинної картинної галереї. Ці експонати і досі є ядром Угорської національної галереї.
Князя не стало 28 січня 1894-го у віці 76 років. Обидві його старші сестри пішли з життя за кілька місяців після нього.

## Приватне життя
У віці 24 років Міклош узяв за дружину 19-річну леді Сару Фредеріку Чайльд-Вілльєрс, середню доньку Георга Чайльда-Вілльєрса, 5-го графа Джерсі. Батько дав дозвіл на шлюб вельми неохоче. Весілля відбулося у резиденції посла, Чендос Хаузі, у Лондоні 8 лютого 1842. Була також проведена церемонія вінчання за протестантським обрядом у церкві Святого Георга. Подружнє життя виявилося щасливим. У пари народилося шестеро дітей.
Протягом багатьох років леді Сара страждала від постійного кашлю. Хворобу так і не змогли вилікувати. Вона померла 17 листопада 1853-го у віці 31 року. Міклош більше не одружувався.

## Нагороди
Орден Золотого руна №992 (Австрійська імперія), (1862).

## Родина

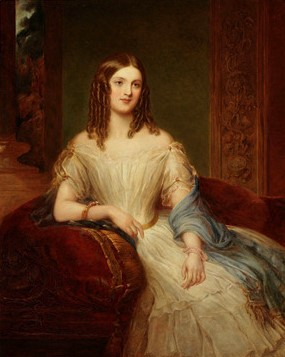
Сара Чайльд-Вілльєрс

Дружина — Сара Фредеріка Чайльд-Вілльєрс
Діти:
- Павло IV Естергазі (1843—1898) — наступний князь Естергазі де Галата, був двічі одруженим, мав двох синів;
- Алайош Дьордь (1844—1912) — одруженим не був, дітей не мав;
- Адольф (1846—1847) — прожив 4 місяці;
- Сара Софія (1848—1885) — дружина князя Миколая Гогенлое-Вальденбурга-Шиллінгсфюрста, мала доньку;
- Марія Терезія (1849—1856) — прожила 6 років;
- Антал Міклош (1851—1935) — був одруженим із Марією Ірмою Андраші, дітей не мав.